# هورسفلدية حمراء الصوف
هورسفلدية حمراء الصوف (الاسم العلمي:Horsfieldia rufolanata) هي نوع هجين من النباتات تتبع جنس الهورسفلدية من الفصيلة البسباسية.